# Great Orton
Great Orton – wieś w Anglii, w Kumbrii, w dystrykcie (unitary authority) Cumberland. Leży 8 km na zachód od miasta Carlisle i 422 km na północny zachód od Londynu.